# 斯旺西站
斯旺西站（英語：Swansea railway station）是位於英國威爾斯斯旺西的一座火車站，這座車站是威爾斯第四繁忙的火車站，僅次於加迪夫中央站、卡迪夫皇后街站、紐波特車站。車站開業於1850年6月19日，在竣工之後經歷了多次改建。